# Карабастау (Жуалынский район)
Карабастау (каз. Қарабастау) — село в Жуалынском районе Жамбылской области Казахстана. Административный центр Биликольского сельского округа. Находится примерно в 35 км к северу от районного центра, села Бауыржан Момышулы. Код КАТО — 314237100.

## Население
В 1999 году население села составляло 1116 человек (562 мужчины и 554 женщины). По данным переписи 2009 года, в селе проживало 1045 человек (546 мужчин и 499 женщин).